# Embraer EMB 202 Ipanema
Embraer EMB 202 Ipanema je brazilsko agrikulturno letalo za škropljenje polj. Proizvaja ga Indústria Aeronáutica Neiva - podružnica podjetja Embraer. Ipanema je tudi prvo letalo s fiksnimi krili, ki uporablja za gorivo etanol. Etanol je precej cenejši od Avgasa. Do leta 2005 so dobavili čez 1000 letal, glavni uporabnik je Brazilija.

## Specifikacije (EMB-202A)
Splošne karakteristike
- Posadka: 1
- Število sedežev: 950 kg razpršila
- Dolžina: 7,43 m (24,37 ft)
- Razpon kril: 11,69 m (38,45)
- Višina: 2,22 m (7,28 ft)
- Naložena teža: 1.800 kg (3968 lb)
- Pogon letala: 1 ×  Lycoming IO-540-K1J5 s propelerjem s konstantnimi vrtljaji Hartzell, 320 KM (240 kW)

 Zmogljivost 
- Potovalna hitrost: 228 km/h (138 mph)
- Hitrost porušitve vzgona: 88 km/h (55 mph)
- Doseg: 610 km (329 milj)
- Kapaciteta goriva: 264 litrov etanola
- Poraba goriva: 98 L/h
- Vzletna razdalja: 354 m
- Pristajalna razdalja: 170 m

## Podobna letala
- Grumman Ag Cat
- Ayres Thrush
- PAC Fletcher
- CallAir A-9
- Hongdu N-5
- Piper PA-25 Pawnee
- Piper PA-36 Pawnee Brave